# Sphegina freyana
Sphegina freyana är en tvåvingeart som beskrevs av Stackelberg 1956. Sphegina freyana ingår i släktet midjeblomflugor, och familjen blomflugor. Inga underarter finns listade i Catalogue of Life.